# Castrogonzalo
Castrogonzalo is een gemeente in de Spaanse provincie Zamora in de regio Castilië en León met een oppervlakte van 25,03 km². Castrogonzalo telt 495 inwoners (1 januari 2016).

## Demografische ontwikkeling
Bron: INE, 1857-2011: volkstellingen